# تویین ترایبز
تویین ترایبز (به انگلیسی: Twin Tribes) گروهٔ موسیقی دارک ویوی می‌باشد که در سال ۲۰۱۷ در براونزویل، تگزاس شکل گرفت. 